# Returnal
Returnal is een computerspel ontwikkeld door Housemarque en uitgegeven door Sony Interactive voor de PlayStation 5. De third-person shooter is uitgekomen op 30 april 2021. Een versie voor Windows verscheen op 15 februari 2023.

## Plot
Ruimtepiloot Selene Vassos is met haar ruimteschip Helios gestrand op de planeet Atropos en zit vast in een tijdlus. Terwijl Selene de planeet verkent om de oorsprong van een mysterieus radiosignaal te lokaliseren, komt ze ruïnes van een buitenaardse cultuur en vijandige wezens tegen.
De tijdlus zorgt ervoor dat Selene steeds opnieuw wakker wordt aan boord van haar schip, zonder wapens en items die ze heeft opgepikt. Wel beschikt ze over audiologs uit eerdere cycli.
Selene moet zien te proberen in een enkele run in totaal zes verschillende biomen te doorkruisen, om zo het geheim van de planeet te ontdekken en de tijdlus te verbreken.

## Ontvangst
| Recensiescore       | Recensiescore      |
| Recensieverzamelaar | Score              |
| ------------------- | ------------------ |
| Metacritic          | 86% (PS5) 86% (PC) |
| Publicist           | Score              |
| Destructoid         | 7,5                |
| Game Informer       | 9,5                |
| GameSpot            | 9                  |
| IGN                 | 8                  |
| PC Gamer (VS)       | 7,4                |

Het spel ontving overwegend positieve recensies. Men prees de samenwerking van het verhaal en de gameplay, de uitdagingen, en het visuele- en audio-ontwerp. Kritiek was er op de noodzaak om gedeeltes steeds opnieuw te spelen om een betere vaardigheid te krijgen, wat het spel onnodig moeilijk maakte.
Op Metacritic, een recensieverzamelaar, heeft het spel scores van 64% (PS5) en 59% (Windows).
In juli 2021 werd bekendgemaakt dat het spel ruim 560.000 keer is verkocht.